# André Dussollier
André Dussollier, född 17 februari 1946 i franska Annecy, fransk skådespelare.

## Filmografi
- En skön tjej som mej (1972)
- Det fantastiska äktenskapet (1982)
- La vie est un roman (1983)
- Mélo (1986)
- Colonel Chabert (1994)
- On connaît la chanson (1997)
- Sommar vid Loire (1999)
- Augustin, roi du Kung-fu 1999)
- Amelie från Montmartre, berättarröst (2001)
- Un crime au paradis (2001)
- Tanguy (2001)
- Vidocq (2001)
- Effroyables Jardins (2003)
- En långvarig förlovning (2004)
- 36 Quai des Orfevres (2004)
- Lemming (2005)
- Berätta inte för någon (2006)
- Boîte noire (2021)